# Carmen Argenziano

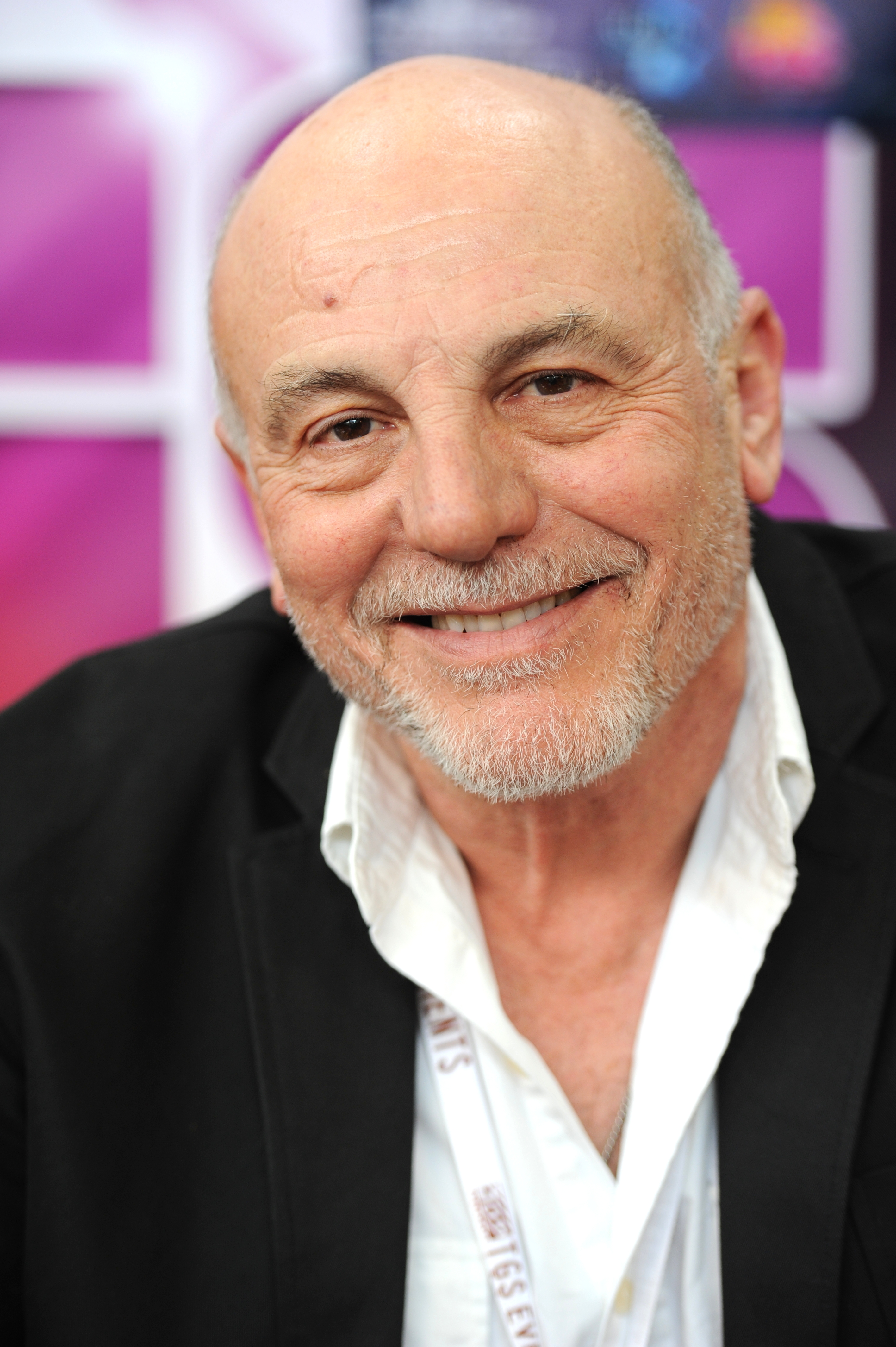
Carmen Argenziano (2012)

Carmen Antimo Argenziano (* 27. Oktober 1943 in Sharon, Pennsylvania; † 10. Februar 2019 in Los Angeles, Kalifornien) war ein US-amerikanischer Schauspieler und Schauspiellehrer.

## Leben
Argenziano, der ein Mitglied des Actor’s Studio auf Lebenszeit war, lernte und lehrte Schauspiel an der American Academy of Dramatic Arts in New York, zusammen mit Sanford Meisner, Lee Grant, Milton Katselas und Lee Strasberg.
Für seine Darstellung des Jack Delasante in Thomas Babes A Prayer for my Daughter wurde Argenziano der „Los Angeles Drama Critics’ Circle Award“ verliehen. Seine umfangreiche Theatertätigkeit umfasste Rollen in A View from the Bridge (Strasberg Institute), Palladium is Moving (Court Theatre), El Salvador (Tiffany) und die Westküsten-Premiere von Julian Barrys Last Lucid Moment, bei der Jon Voight Regie führte. Eine seiner späteren Theatertätigkeiten war die einer Doppelrolle in dem Stück Take Me Out (Geffen Theater), in der er William Danziger und den Skipper verkörperte.
Argenziano blickte auf eine lange Karriere zurück und wirkte in mehr als 50 Kinofilmen sowie in mehr als 100 Fernsehfilmen und Fernsehserien mit. Einem breiten Publikum wurde Argenziano, der oft autoritäre und dominierende Charaktere spielte, durch die wiederkehrende Doppelrolle des Jacob Carter bzw. Selmak in der amerikanischen Science-Fiction-Serie Stargate SG-1 bekannt.
Er lehrte zusammen mit Mark Rydell und Martin Landau an der American Academy of Dramatic Arts in New York und im Actor’s Studio. Im deutschsprachigen Raum verlieh ihm der Synchronsprecher Ernst Meincke seine Stimme. Argenziano war verheiratet und hatte drei Kinder, eine Tochter ist Sängerin. Er starb im Februar 2019 im Alter von 75 Jahren.

## Filmografie (Auswahl)
- 1971: Strafpark (Punishment Park)
- 1971: Brutale Schatten (Un homme est mort)
- 1974: Das Zuchthaus der verlorenen Mädchen (Caged Heat)
- 1974: Der Pate – Teil II (The Godfather: Part II)
- 1975: Mörderhaie greifen an (Sharks’ Treasure)
- 1975: Capone
- 1976: Once an Eagle (Fernseh-Kurzserie)
- 1976: Zwei Minuten Warnung (Two-Minute Warning)
- 1979: Das Grauen kommt um 10 (When a Stranger Calls)
- 1983: Dirty Harry kommt zurück (Sudden Impact)
- 1983: Die Football-Prinzessin (Quarterback Princess)
- 1984: Das A-Team (The A-Team, Fernsehserie)
- 1985: Kopfüber in die Nacht (Into the Night)
- 1988: Stand and Deliver
- 1988: Liebe auf Texanisch (Baja Oklahoma)
- 1988: Angeklagt (The Accused)
- 1989: Red Scorpion
- 1989–1990: Booker (Fernsehserie, 22 Folgen)
- 1990: Ein Wunsch geht in Erfüllung (A Mom For Christmas)
- 1991: Matlock (Fernsehserie, Folge 5x18-5x19 Im Namen des Volkes)
- 1991: Knight Rider 2000 (Fernsehfilm)
- 1992: Fatale Begierde (Unlawful Entry)
- 1992: Katastrophenflug 232 (Crashlanding: The Rescue of Flight 232)
- 1992–1994: Melrose Place (Fernsehserie, 8 Folgen)
- 1993: Perry Mason und die Formel ewiger Schönheit (Perry Mason: The Case of the Skin-Deep Scandal)
- 1994: Against the Wall (Fernsehfilm)
- 1995: Babylon 5 (Fernsehserie, Folge 2x17)
- 1995: Don Juan DeMarco
- 1997: JAG – Im Auftrag der Ehre (JAG, Fernsehserie, Folge 2x01)
- 1998–2005: Stargate – Kommando SG-1 (Stargate SG-1, Fernsehserie, 25 Folgen)
- 1999: Der Diamanten-Cop (Blue Streak)
- 1999: A Murder of Crows – Diabolische Versuchung (A Murder of Crows)
- 2000: Hellraiser V – Inferno (Hellraiser: Inferno)
- 2000: Nur noch 60 Sekunden (Gone in Sixty Seconds)
- 2001: Passwort: Swordfish
- 2003: 24 (Fernsehserie, Folge 2x19)
- 2003: Momentum
- 2003: Identität
- 2006–2008: CSI: NY (Fernsehserie, 6 Folgen)
- 2007: Dr. House (House, Fernsehserie, 3 Folgen)
- 2008–2009: Schatten der Leidenschaft (Seifenoper)
- 2009: Illuminati
- 2009: Criminal Minds (Fernsehserie, Folge 4x17)
- 2009: Meteoriten – Apokalypse aus dem All (Meteor, Fernsehzweiteiler)
- 2010: The Mentalist (Fernsehserie, Folge 2x11)
- 2010: Lie to Me (Fernsehserie, Folge 2x20)
- 2010: Castle (Fernsehserie, Folge 3x08 Der Glühbirnen Held)
- 2011: Amber Lake
- 2011: Death Interrupted
- 2013: Sunny and RayRay
- 2013: Duke
- 2014: The Single Moms Club
- 2014: Hawaii Five-0 (Fernsehserie, Folge 5x04)
- 2015: Sharkskin
- 2015: Don Quixote: The Ingenious Gentleman of La Mancha
- 2016: Mafiosa
- 2016: Winter Rose
- 2017: Actors Anonymous
- 2017: Empire of the Heart
- 2017: The Institute
- 2018: Future World